# Den store flugt
 For alternative betydninger, se Den store flugt (flertydig). (Se også artikler, som begynder med Den store flugt)
Den store flugt er Sebastians andet studiealbum og hans første dansksprogede album, udgivet i 1972.
Det er indspillet i Rosenberg-studiet i foråret 1972 med Ivar Rosenberg som lydtekniker. Albummet skulle oprindelig have været udgivet på et nystartet pladeselskab ved navn Forårstegn, ledet af Allan Mylius Thomsen, der også designede (men ikke tegnede) pladecoveret. Det lykkedes imidlertid ikke at skaffe penge til at starte pladeselskabet op; bl.a. endte et støttearrangement for projektet i Odd Fellow Palæet med et stort underskud. Sebastian skrev i stedet kontrakt med EMI, der udsendte pladen den 17. oktober 1972. Albummet blev oprindeligt udsendt som LP og blev genudsendt som CD i 2010 som en del af bokssættet Dansk Rock Historie 1965-1978.
Den store flugt betød et gennembrud for Sebastian og gav bl.a. et stort hit med sangen "Hvis du tror du er noget". I 1984 havde albummet solgt omkring 57.000 eksemplarer. I 2002 blev albummet genudgivet i en jubilæumsudgave med en bonus-cd, Silhuetter, bestående af tidligere ikke udgivne indspilninger fra 70'erne.

## Spor

### LP-udgave (1972)
- Den oprindelige vinyludgave havde samlede minuttal for første og andet nummer. Samlet tid for spor 1 og 2 er 7:22 min.[6]

| 1. | "Når lyset bryder frem" |      |
| 2. | "Lidt for lidt"         |      |
| 3. | "Da verden skreg"       | 4:25 |
| 4. | "Den gamles drøm"       | 3:22 |
| 5. | "Status quo"            | 4:38 |

| 1. | "Hvis du tror du er noget" | 5:17 |
| 2. | "Hvor går du hen?"         | 3:20 |
| 3. | "Rose"                     | 3:53 |
| 4. | "Den store flugt"          | 6:33 |
| 5. | "Ende"                     | 0:34 |

### 30 års jubilæums CD-udgave (2002)
- I 2002 udkom en remastered 30 års jubilæumsudgave af Den store flugt på dobbelt-CD.[5] Den indeholder en bonus CD med titlen Silhuetter med otte ikke tidligere udsendte sange.
- Den 15. oktober 2012 udkommer Den store flugt i en Deluxe 40 års jubilæumsudgave. Den indeholder bonussporet "Rose", der er en genindspilning af sangen fra Fix og færdig-LP'en fra 1980. Ligesom 2002-udgaven indeholder den også bonus CD'en Silhuetter.

| 1.  | "Når lyset bryder frem"    | 2:55 |
| 2.  | "Lidt for lidt"            | 4:36 |
| 3.  | "Da verden skreg"          | 4:28 |
| 4.  | "Den gamles drøm"          | 3:26 |
| 5.  | "Status quo"               | 4:40 |
| 6.  | "Hvis du tror du er noget" | 5:21 |
| 7.  | "Hvor går du hen?"         | 3:23 |
| 8.  | "Rose"                     | 3:56 |
| 9.  | "Den store flugt"          | 6:36 |
| 10. | "Ende"                     | 0:34 |

| 11. | "Rose" (Fix & Færdig Version) |  |

| 1. | "Summer's Gone"      | 3:06 |
| 2. | "Efter - år"         | 2:37 |
| 3. | "Tobias på havet"    | 2:45 |
| 4. | "Tristesangen"       | 3:20 |
| 5. | "Silhuetter"         | 3:39 |
| 6. | "Jenny's himmelfærd" | 3:48 |
| 7. | "Fremmed"            | 4:10 |
| 8. | "Vise mænd"          | 3:30 |